# Helymaeus pretiosus
Helymaeus pretiosus là một loài bọ cánh cứng trong họ Cerambycidae.